# Diecezja Tanjungkarang
Diecezja Tanjungkarang (łac. Dioecesis Tangiungkaranganus, indonez. Keuskupan Tanjungkarang) – rzymskokatolicka diecezja ze stolicą w Bandar Lampung w prowincji Lampung, w Indonezji. Biskupstwo jest sufraganią archidiecezji Palembang.
W 2010 w diecezji służyło 75 braci i 194 sióstr zakonnych.

## Historia
19 czerwca 1952 papież Pius XII bullą Ad animorum bonum erygował prefekturę apostolską Tandjung-Karang. Dotychczas wierni z tych terenów należeli do wikariatu apostolskiego Palembang (obecnie archidiecezja Palembang).
3 stycznia 1961 papież Jan XXIII podniósł prefekturę apostolską Tandjung-Karang do rangi diecezji.
22 sierpnia 1973 diecezja zmieniła nazwę na obecną.

## Ordynariusze

### Prefekt apostolski
- Albert Hermelink Gentiaras SCI[2] (1952 – 1961)

### Biskupi
- Albert Hermelink Gentiaras SCI (1961 – 1979)
- Andreas Henrisoesanta SCI (1979 – 2012)
- Yohanes Harun Yuwono (2013 – 2021)
- Vinsensius Setiawan Triatmojo (od 2023)[3]